# Алие (департамент)
Вижте пояснителната страница за други значения на Алие.
Алиѐ (на френски: Allier; на окситански: Alèir) е департамент в регион Оверн-Рона-Алпи в централната част на Франция. Граничи с департаментите Шер и Ниевър на север, Сон е Лоар и Лоар на изток, Пюи дьо Дом на юг и Крьоз на югозапад.
Образуван е през 1790 година от основната част на дотогавашната провинция Бурбоне и получава името на река Алие. Площта му е 7340 км², а населението – 342 999 души (2016). Административен център е град Мулен.